# New York Film Critics Circle Award alla miglior sceneggiatura
Il New York Film Critics Circle Award alla miglior sceneggiatura (New York Film Critics Circle Award for Best Screenplay) è un premio assegnato annualmente dal 1956 dai membri del New York Film Critics Circle alla miglior sceneggiatura di un film distribuito negli Stati Uniti nel corso dell'anno.

## Albo d'oro

### Anni 1950
- 1956: S. J. Perelman - Il giro del mondo in 80 giorni (Around the World in 80 Days)
- 1957: non assegnato
- 1958: Nedrick Young e Harold Jacob Smith - La parete di fango (The Defiant Ones)
- 1959: Wendell Mayes - Anatomia di un omicidio (Anatomy of a Murder)

### Anni 1960
- 1960: Billy Wilder ed I. A. L. Diamond - L'appartamento (The Apartment)
- 1961: Abby Mann - Vincitori e vinti (Judgment at Nuremberg)
- 1962: cerimonia annullata
- 1963: Irving Ravetch ed Harriet Frank Jr. - Hud il selvaggio (Hud)
- 1964: Harold Pinter - Il servo (The Servant)
- 1965: non assegnato
- 1966: Robert Bolt - Un uomo per tutte le stagioni (A Man for All Seasons)
- 1967: David Newman e Robert Benton - Gangster Story (Bonnie and Clyde)
- 1968: Lorenzo Semple Jr. - Pretty Poison
- 1969: Paul Mazursky e Larry Tucker - Bob & Carol & Ted & Alice

### Anni 1970
- 1970: Éric Rohmer - La mia notte con Maud (Ma nuit chez Maud)
- 1971:
  - Peter Bogdanovich e Larry McMurtry - L'ultimo spettacolo (The Last Picture Show)
  - Penelope Gilliatt - Domenica, maledetta domenica (Sunday Bloody Sunday)
- 1972: Ingmar Bergman - Sussurri e grida (Viskningar och rop)
- 1973: George Lucas, Gloria Katz e Willard Huyck - American Graffiti
- 1974: Ingmar Bergman - Scene da un matrimonio (Scener ur ett äktenskap)
- 1975: François Truffaut, Jean Gruault e Suzanne Schiffman - Adele H. - Una storia d'amore (L'histoire d'Adèle H.)
- 1976: Paddy Chayefsky - Quinto potere (Network)
- 1977: Woody Allen e Marshall Brickman - Io e Annie (Annie Hall)
- 1978: Paul Mazursky - Una donna tutta sola (An Unmarried Woman)
- 1979: Steve Tesich - All American Boys (Breaking Away)

### Anni 1980
- 1980: Bo Goldman - Una volta ho incontrato un miliardario (Melvin and Howard)
- 1981: John Guare - Atlantic City, USA (Atlantic City)
- 1982: Larry Gelbart e Murray Schisgal - Tootsie
- 1983: Bill Forsyth - Local Hero
- 1984: Robert Benton - Le stagioni del cuore (Places in the Heart)
- 1985: Woody Allen - La rosa purpurea del Cairo (The Purple Rose of Cairo)
- 1986: Hanif Kureishi - My Beautiful Laundrette - Lavanderia a gettone (My Beautiful Laundrette)
- 1987: James L. Brooks - Dentro la notizia - Broadcast News (Broadcast News)
- 1988: Ron Shelton - Bull Durham - Un gioco a tre mani (Bull Durham)
- 1989: Gus Van Sant e Daniel Yost - Drugstore Cowboy

### Anni 1990
- 1990: Ruth Prawer Jhabvala - Mr. & Mrs. Bridge
- 1991: David Cronenberg - Il pasto nudo (Naked Lunch)
- 1992: Neil Jordan - La moglie del soldato (The Crying Game)
- 1993: Jane Campion - Lezioni di piano (The Piano)
- 1994: Quentin Tarantino e Roger Avery - Pulp Fiction
- 1995: Emma Thompson - Ragione e sentimento (Sense and Sensibility)
- 1996: Albert Brooks e Monica Johnson - Mamma torno a casa (Mother)
- 1997: Curtis Hanson e Brian Helgeland - L.A. Confidential
- 1998: Marc Norman e Tom Stoppard - Shakespeare in Love
- 1999: Alexander Payne e Jim Taylor - Election

### Anni 2000
- 2000: Kenneth Lonergan - Conta su di me (You Can Count on Me)
- 2001: Julian Fellowes - Gosford Park
- 2002: Charlie Kaufman - Il ladro di orchidee (Adaptation.)
- 2003: Craig Lucas - The Secret Lives of Dentists
- 2004: Alexander Payne e Jim Taylor - Sideways - In viaggio con Jack (Sideways)
- 2005: Noah Baumbach - Il calamaro e la balena (The Squid and the Whale)
- 2006: Peter Morgan - The Queen - La regina (The Queen)
- 2007: Joel ed Ethan Coen - Non è un paese per vecchi (No Country for Old Men)
- 2008: Jenny Lumet - Rachel sta per sposarsi (Rachel Getting Married)
- 2009: Armando Iannucci, Jesse Armstrong, Simon Blackwell e Tony Roche - In the Loop

### Anni 2010
- 2010: Lisa Cholodenko e Stuart Blumberg - I ragazzi stanno bene (The Kids Are All Right)
- 2011: Aaron Sorkin e Steven Zaillian – L'arte di vincere (Moneyball)
- 2012: Tony Kushner - Lincoln
- 2013: Eric Warren Singer e David O. Russell - American Hustle - L'apparenza inganna (American Hustle)
- 2014: Wes Anderson - Grand Budapest Hotel (The Grand Budapest Hotel)
- 2015: Phyllis Nagy - Carol
- 2016: Kenneth Lonergan - Manchester by the Sea
- 2017: Paul Thomas Anderson - Il filo nascosto (Phantom Thread)
- 2018: Paul Schrader - First Reformed - La creazione a rischio (First Reformed)
- 2019: Quentin Tarantino - C'era una volta a... Hollywood (Once Upon a Time... in Hollywood)

### Anni 2020
- 2020: Eliza Hittman - Mai raramente a volte sempre (Never Rarely Sometimes Always)
- 2021: Paul Thomas Anderson - Licorice Pizza[2]
- 2022: Martin McDonagh - Gli spiriti dell'isola (The Banshees of Inisherin)[3]
- 2023: Samy Burch - May December[4]
- 2024: Sean Baker – Anora [5]